# ایزن
ایزن (به آلمانی: Isen) یک شهر در آلمان است که در بایرن واقع شده‌است.

## خصوصیات
ایزن ۴۳٫۷۸ کیلومترمربع مساحت دارد ۵۱۹ متر بالاتر از سطح دریا واقع شده‌است.